# Kaimakli
Kaimakli (gr. Καϊμακλί, tur. Büyük Kaymaklı) – część gminy miejskiej Nikozja, w Republice Cypryjskiej, w dystrykcie Nikozja. Kontrolowana jest de facto przez Turecką Republikę Cypru Północnego.